# 芬特雷斯鎮區 (北卡羅萊納州吉爾福德縣)
芬特雷斯鎮區（英語：Fentress Township）是位於美國北卡羅萊納州吉爾福德縣的一個鎮區。

## 地方資料
芬特雷斯鎮區的面積為94.53平方千米，皆為陸地。根據2020年美國人口普查的數據，當地共有人口11157人，而人口密度為每平方千米118.03人。